# Luigi Castiglioni (Philologe)
Luigi Castiglioni (* 28. September 1882 in Azzate, Provinz Varese; † 23. Februar 1965 in Mailand) war ein italienischer Altphilologe mit dem Schwerpunkt Latinistik.
Castiglioni war der Sohn des Amtsarztes Pietro Castiglioni und seiner Frau Antonietta Trotti. Im Jahr 1900 gewann er den Wettbewerb für die Scuola Normale Superiore in Pisa. Nach anfänglichem Studium der Italianistik wechselte er zur Latinistik und wurde 1904 mit einer Arbeit zu den Metamorphosen Ovids promoviert. Daran schloss er ein Aufbaustudium bei dem Gräzisten und Papyrologen Girolamo Vitelli an. Nach verschiedenen Stationen im Schulunterricht war er während des Ersten Weltkriegs Hauptmann der Gebirgsjäger (1915–1918). Nachdem er nach dem Krieg zunächst an Gymnasien in Novara und Mailand unterrichtet hatte, wurde er 1925 außerordentlicher Professor für lateinische Literatur an der Universität Cagliari und 1926 Ordinarius für Lateinische Literatur an der staatlichen Universität Mailand (Nachfolger auf seinem Lehrstuhl waren Ignazio Cazzaniga und Alberto Grilli). Von 1931 bis 1956 war er Dekan der Facoltà di Lettere. Seit 1938 bis zu seinem Tod war er zudem kooptiertes Mitglied der Internationalen Thesaurus-Kommission.
Castiglioni arbeitete vor allem zur literarischen Mythographie (in seiner Dissertation und in Studi alessandrini), zu Ovid, Seneca, Horaz, Apuleius, Vergil und Marcus Iunianus Iustinus. Zudem gab er mit Carlo Pascal das Corpus Scriptorum Latinorum Paravianum heraus, eine inzwischen erloschene Reihe für textkritische Ausgaben, zu der er selbst unter anderem eine Edition von Ciceros Schrift De re publica beitrug. Gemeinsam mit Scevola Mariotti gab er ein immer noch in Gebrauch befindliches lateinisch-italienisches Wörterbuch heraus.

## Schriften (Auswahl)
Ein Schriftenverzeichnis findet sich in: Studi in onore di Luigi Castiglioni. Florenz 1960, Band 1, S. XV–XXVI.
Monographien, Textausgaben und Wörterbuch
- Studi intorno alle fonti e alla composizione delle Metamorfosi di Ovidio. Pisa 1906 (Dissertation).
- Electa Annaeana. Città di Castello 1911.
- Lisia, Orazioni scelte. Palermo 1914.
- Studi intorno alle «Storie filippiche» di Giustino. 1925, Neuauflage 1967.
- Aspetti e valori dell’ arte di Virgilio nell’ „Eneide“. S.A. Poligrafica degli opera, 1931.
- De Re publica di Cicerone. Turin 1936; Neuauflage 1947 (Corpus Scriptorum Latinorum Paravianum).
- Lezioni sulla lirica d’Orazio. Mailand 1942.
- Lezioni intorno alle Metamorfosi d’Apuleio. Mailand 1943.
- (Hrsg., mit Remigio Sabbadini): P. Vergili Maronis Aeneidos libri XII. Recensuit Remigius Sabbadini. Editionem ad exemplum editionis Romanae (MXMXXX) emendatam curavit L. Castiglioni. In aedibus I. B. Paraviae, Turin 1945 (Corpus Scriptorum Latinorum Paravianum)
- (Hrsg.): L. Annaeani Senecae Dialogorum libri IX-X: De tranquillitate animi, De brevitate vitae. In aedibus Io. Bapt. Paraviae et Sociorum, 1946 (Corpus Scriptorum Latinorum Paravianum)
- Lezioni intorno alle Georgiche di Virgilio. Mailand 1947; Neuauflage unter dem Titel: Lezioni intorno alle Georgiche di Virgilio e altri studi. Paideia, 1983.
- mit Scevola Mariotti: Il vocabolario della lingua latina. Loescher, Turin 1966, dritte Auflage 1997.

Artikel
- Collectanea Graeca. In: Studi italiani di filologia classica. Band 14, 1906, S. 153–176; 15, 1907, S. 342–347; 17, 1909, S. 289–248, auch Pisa 1911.
- Studi alessandrini. I, Pisa 1907; II, In: Studi offerti a Carlo Pascal. Catania 1913, S. 53–120.
- De quibusdam deterioribus codicibus Senecae opuscula De ira continentibus. In: Athenaeum. Band 1, 1913, S. 98–111.
- Studia Annaeana. In: Athenaeum. Band 8, 1920, S. 224–242.
- Studi Anneani. In: Athenaeum. Band 9, 1921, S. 435–445.